# Obaleč jablečný
Obaleč jablečný (Cydia pomonella) je drobný motýl, jehož housenky poškozují plody ovocných stromů. Je jedním z nejvýznamnějších škůdců jabloní. Ztráty způsobené tímto druhem významně zvyšuje druhotné napadení moniliózou, která se na napadených plodech dále šíří při uskladnění plodů.

## Synonyma patogena

### Vědecké názvy
Podle Biolib se pro patogena jménem obaleč jablečný (Cydia pomonella) používají i jiná jména, například Carpocapsa splendana nebo Tortrix pomonana.

## Zeměpisné rozšíření
Obaleč jablečný je rozšířený celosvětové v oblastech pěstování hostitelských druhů. V Evropě a v Česku se jedná o běžný druh.

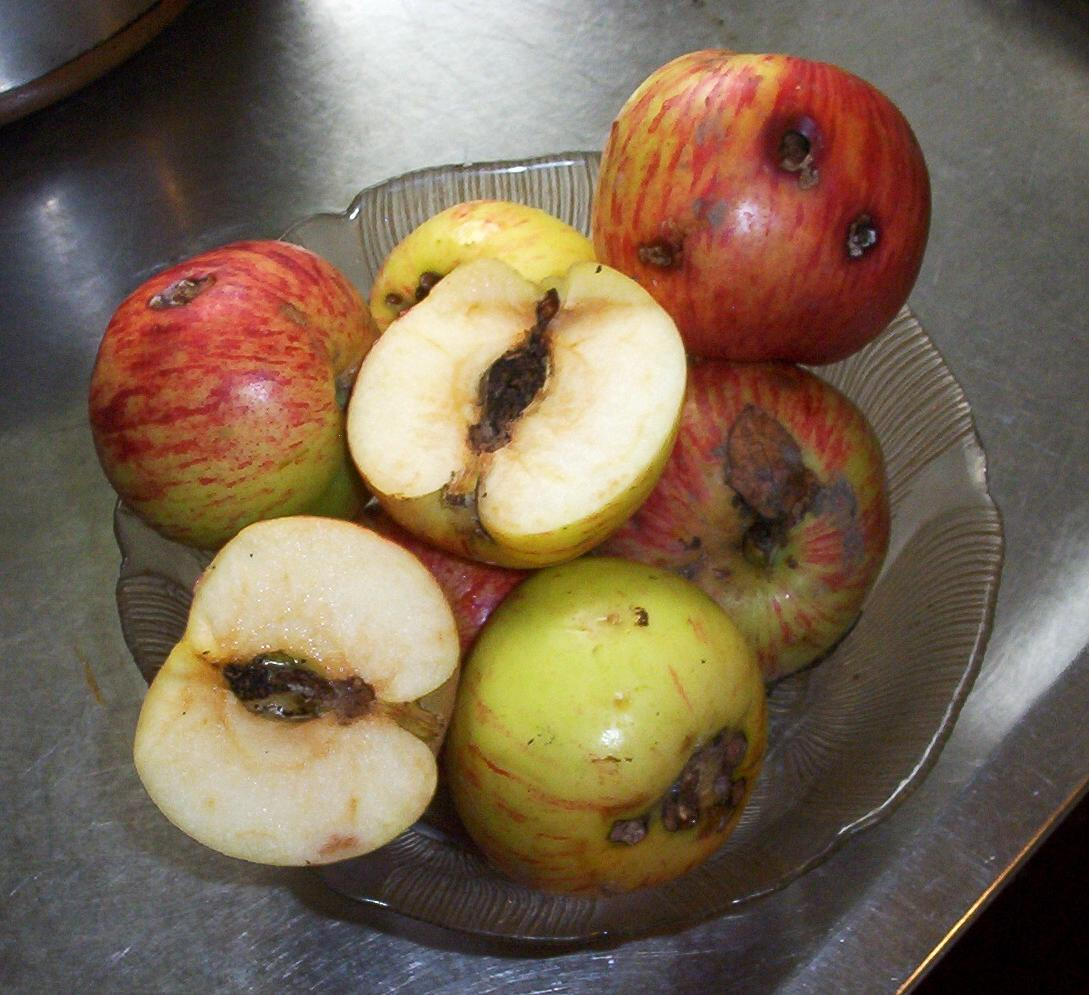
Jablka odrůdy 'Gravenstein' napadená obalečem.

## Popis

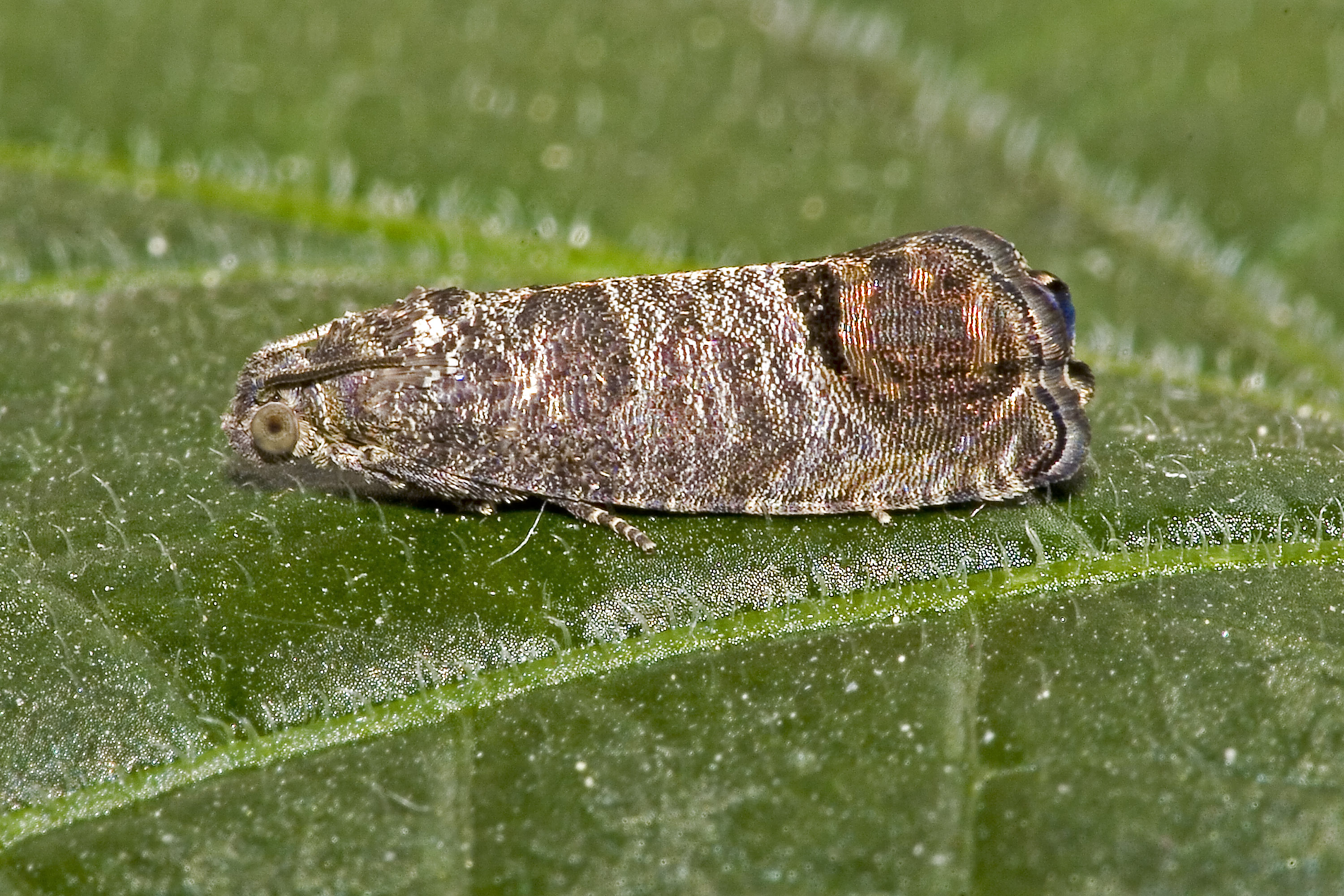
Obaleč jablečný.

Rozpětí křídel dospělce je asi 16–19 mm. Dospělci mají přední křídla s velmi zřetelnými a charakteristickými hnědými oválnými znaky na špičce křídel, lemovanými lesklými zlatými linkami. Křídla jsou bronzově hnědá na šedém podkladu; jsou popisována i jako šedá až hnědá. Zadní křídla jsou jemně obrvená. Vajíčka jsou kulovitá, mírně zploštělá, asi 1 mm v průměru. Jsou zpočátku mléčně bílá a před líhnutím tmavnou.
Mladé housenky jsou 16 – 20 mm velké, hlava tmavě hnědá, tělo světle růžové až načervenalé.
Kukla je 10 až 12 mm velká. Bývá obalena v hedvábném kokonu, žlutohnědá až tmavě hnědá.

## Biologie
Z vajíček se líhnou housenky na konci května. Housenka nejprve 2–5 dnů hledá hostitelský strom a vhodný plod. Hostiteli jsou jabloň, meruňka, kdouloň, ořešák, hruška, broskvoň a slivoň. Po proniknutí po plodu vytvářejí housenky uvnitř chodbičky směřující ke středu. Housenka tak během svého vývoje, který trvá 3–5 týdnů, poškodí 2–3 plody. Napadené mladší plody opadávají, starší plody dozrávají poškozené. Housenky procházejí v průběhu vývoje pěti instary, poté opouštějí plod a spouštejí se z ovoce po vlákně na zem, kde spřádají kokon na chráněném místě. Poté se buď zakuklí a zakládají druhou generaci obaleče nebo procházejí diapauzou. Housenky, které způsobují napadení od srpna do října, procházejí diapauzou vždy a přezimují v zámotku ukrytém v puklině borky na kmeni stromu. Někdy housenky přezimují také pod trsy trávy nebo v přírodním úkrytu v půdě a zakuklí se v dubnu. Dospělci se objeví na konci dubna nebo na začátku května. Páří se a kladou vajíčka na listy, větvičky nebo malé ovoce. Ke kladení vajíček dochází za večerů o teplotě 16 °C a vyšší. Jedna samice klade zhruba 80–120 vajíček.
V Evropě obaleč mívá obvykle v chladnějších podhorských oblastech jednu generaci, v teplejších dvě generace, tři generace mívá obaleč v jižních oblastech Evropy.
Vyskytuje se v ovocných sadech a v zahradách. Má mnoho přirozených nepřátel, k nimž patří škvoři, dravé ploštice, střevlíci, drabčíci, lumci a parazitární vosy jako např. Elodia Tragica, Trichomma enecator, Ascogaster quadridentatus a Hyssopus pallidus. Sýkory a jiné přezimující ptactvo seberou až 99% přezimujících housenek. Podle průzkumů provedených v jižní Anglii přežila z průměrné snůšky 120 vajíček jedné samice jen 1 samice a 1,8 samce. Po redukci tlaku přirozených predátorů a parazitoidů ošetření organofosfátem se podíl přeživších jedinců obaleče ovocného zvýšil šestinásobně.

## Význam

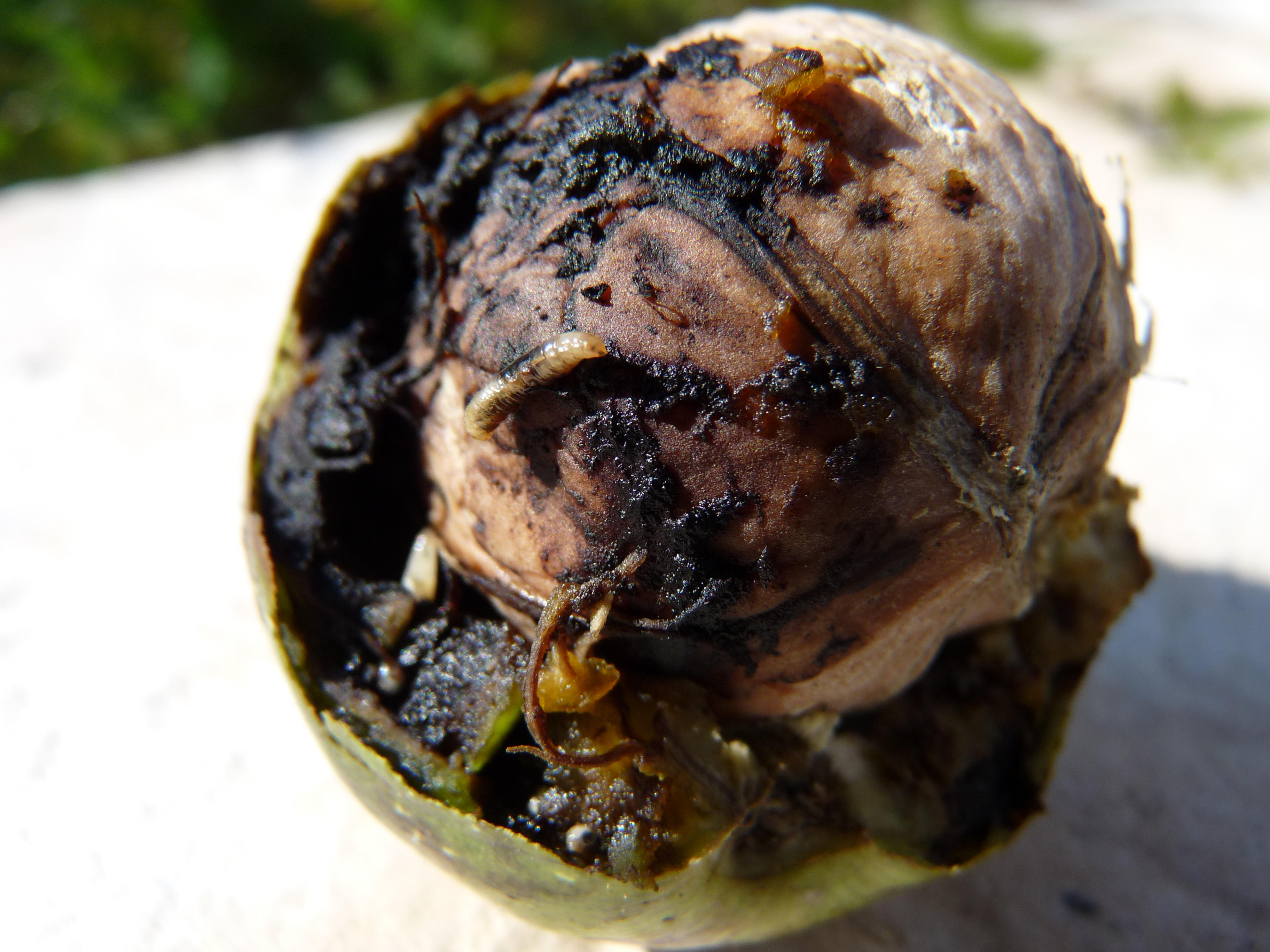
Housenka na plodu ořešáku.

Obaleč jablečný je původcem červivosti plodů. Vstupní otvor do plodu bývá vyplněn suchým trusem. Malé plody napadené první generací housenek opadávají, plody napadené další generací dozrávají na podzim. Chodba způsobená žírem housenky směřuje k jádřinci. Mimo další vnitřní tkáně plodu mohou být poškozena i semena. Larvy vykoušou otvor na straně plodu, kterým plod opouštějí. Tyto otvory způsobují druhotné poškození plodu chorobami. Napadené plody bývají výrazněji zbarvené a předčasně opadávají a hnijí. Znehodnocení plodů způsobuje velké škody, plody poškozené obalečem jsou obvykle neprodejné. V mnoha případech, zejména u ovoce, které není určeno na dlouhodobé uskladnění, bývá však napadení spíše estetickou a somatickou vadou.
Obaleče jablečného je možné zaměnit za pilatku nebo obaleče východního.

### Ekologické zemědělství
Obalečem poškozené plody mohou být někdy považovány za zemědělský produkt, při jehož výrobě nebyly použity pesticidy a tedy bylo chráněno životní prostředí. Jisté procento takto poškozených plodů v celkovém množství je pak do značné míry tolerováno, stejně jako je tomu u domácího ovoce. Tento "symptom" chemicky neošetřeného ovoce však může být zavádějící.

### Ochrana rostlin

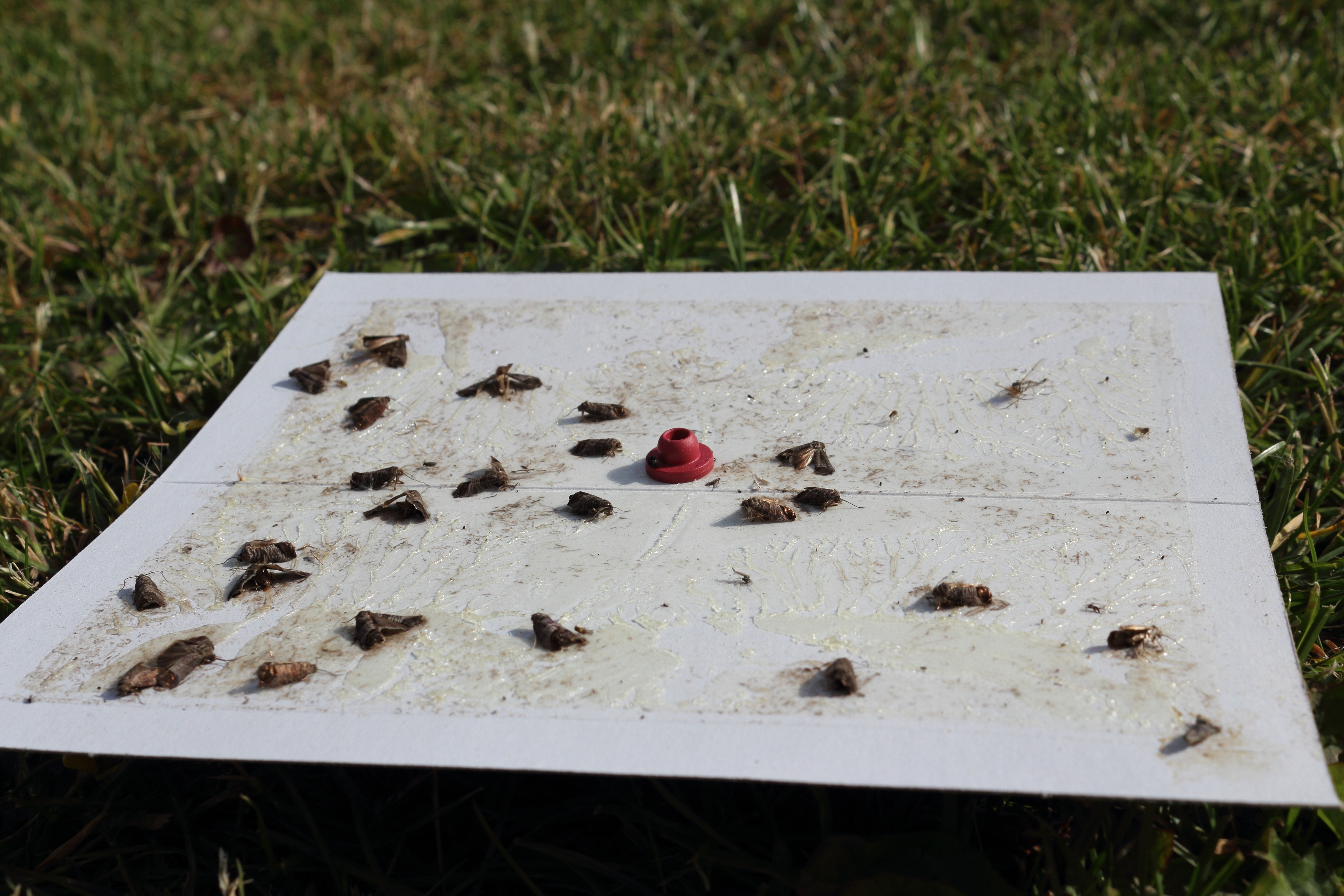
Feromonová past.

Obaleč je často chemicky potlačován insekticidy. Feromonové pasti se používají k signalizaci výletu obaleče a pro nasazení ochranných prostředků. Širokospektrální pesticidy hubící hmyz:
- Calypso 480 SC
- Mospilan 20 SP
- Nurelle
- Optikombi jádroviny
- Reldan 22EC
- Samuraj
- SpinTor
- Steward

Efektivní prevencí je podpora přirozených nepřátel a podzimní zpracování půdy. Testuje se prevence, jejímž základem je ošetření ovocných dřevin kaolinem, prostorová izolace (alespoň 100 m) sadů od líhnišť motýlů, tj. od domácích zahrad, skladů ovoce, skládek beden apod. Na zahrádkách je efektivní i vychytávání housenek lapacími pásy a jejich následná likvidace.
K biologickému boji lze využít přípravky na bázi Bacillus thuringiensis kurstaki, které při účinnosti asi 80–85 % nehubí užitečný hmyz. Nejběžnějším prostředkem biologické kontroly populace obaleče v USA je aplikace viru granulosis (CMGV), Baculovirus. Obaleč není považován za významného kandidáta na biologickou ochranu proti škůdcům a CMGV je jednou z možností takové ochrany. Virus se přirozeně vyskytuje ve všech hlavních regionech pěstování jádrovin. Byly však nalezeny populace obaleče ovocného rezistentní proti němu.